# Mochizuki Chikayuki
Chikayuki Mochizuki (sinh ngày 20 tháng 5 năm 1972) là một cầu thủ bóng đá người Nhật Bản.

## Sự nghiệp câu lạc bộ
Chikayuki Mochizuki đã từng chơi cho Kyoto Purple Sanga.